# 湯姆林森 (伊利諾伊州)
湯姆林森（英語：Tomlinson）是位於美國伊利諾伊州尚佩恩縣的一個非建制地區。該地的面積和人口皆未知。

## 地理
湯姆林森的座標為40°19′08″N 88°13′59″W / 40.31889°N 88.23306°W，而該地的平均海拔高度為222米（即728英尺）。